# Deadline: Sirf 24 Ghante
Deadline: Sirf 24 Ghante – bollywoodzki thriller z 2006 roku z Konkoną Sen Sharma, Irfan Khanem i Rajit Kapurem w rolach głównych. Reżyserem i scenarzystą filmu jest Tanveer Khan, autor Madhoshi. To historia porwania 7-letniej dziewczynki, córki sławnego lekarza nagrodzonego za działalność na rzecz cierpiących ludzi. W centrum filmu znajdują się relacje między małżonkami i między porywaczami a terroryzowanymi osobami. Film podejmuje temat krzywdy rodzącej przemoc i skruchy dającej szansę na pojednanie.
Początek filmu jest indyjską wersją hollywoodzkiego thrillera Trapped z Charlize Theron i Kevin Baconem.

## Fabuła
Szczęśliwa rodzina sławnego kardiologa zostaje nagle brutalnie rozdzielona. Trzy różne osoby w tym samym momencie porywają jego córeczkę i terroryzują oddzielnie lekarza i jego żonę (Konkona Sen Sharma). Przerażona Sanjana przekonuje telefonicznie sterroryzowanego męża, aby spełnił żądanie porywaczy przekazując im pieniądze. Napięcie wzrasta, gdy okazuje się, że porwana dziewczynka bez leków może w każdej chwili zadusić się podczas ataku astmy. Porywacze dostają żądaną sumę pieniędzy, ale ku rozpaczy rodziców Anishka nie wraca do domu.

## Obsada
- Konkona Sen Sharma... Sanjana
- Irfan Khan... Krish Vaidya
- Rajit Kapur... Dr. Viren Goenka
- Sandhya Mridul... Roohi
- Zakir Hussain... Kabir

## O twórcach filmu
- Irfan Khan i Konkona Sen Sharma zagrali w parze ze sobą w Yun Hota To Kya Hota, Meridian Lines, Życie w... metropolii i Dil Kabaddi.